# Alaşar
Alaşar è un comune dell'Azerbaigian situato nel distretto di Cəlilabad. Conta una popolazione di  702 abitanti.